# فرانسواز باره سینوسی
فرانسواز باره سینوسی (فرانسوی: Françoise Barré-Sinoussi‎؛ زاده ۳۰ ژوئیهٔ ۱۹۴۷) یک ویروس‌شناس اهل فرانسه است که به علت کشف اچ‌آی‌وی شناخته شده‌است.
وی همچنین برنده جوایزی همچون جایزه نوبل فیزیولوژی یا پزشکی شده‌است.

## حرفهٔ علمی
باره سینوسی در اوایل دههٔ ۷۰ میلادی به انستیتو پاستور پیوست. وی در سال ۱۹۷۵ دکترای خود را دریافت کرد و در انستیتو ملی سلامت ایالات متحده قبل از بازگشت به پاستور دوره انترنی را گذراند. تحقیقات وی سریعاً به نوع خواصی از ویروس‌ها به نام رترو ویروس‌ها (retroviruses) معطوف شد. دانش او در این زمینه باعث شد که وی بتواند اچ آی وی را در سال ۱۹۸۳ کشف کند. این کشف نشان داد که برای کنترل در پخش این بیماری نیاز به آزمایش‌های تشخیصی سریع است. باره سینوسی آزمایشگاه خود را در سال ۱۹۸۸ در انستیتو پاستور راه‌اندازی کرد.
در میان تحقیقات پرشمار باره سینوسی سهم مطالعات بر روی جنبه‌های مختلف، ایمنی تطبیقی در پاسخ به عفونت ویروسی، نقش ایمنی ذاتی در کنترل اچ آی وی ایدز از دیگر مطالعات وی بیشتر است و او روی عوامل انتقال اچ آی وی از مادر به فرزند و علائم میزان کمی از اچ آی وی مثبت که در آن بدون نیاز به داروهای ضد رترو ویروسی از تکثیر ویروس ممانعت بعمل می‌آید تحقیقات ویژه‌ای کرده‌است.
او تعداد بسیار زیادی از محققان جوان را آموزش داده و در بیش از ۲۵۰ کنفرانس بین‌المللی مرتب شرکت کرده و همچنین در بیش از ۲۴۰ مقاله علمی همکاری داشته‌است.
باره سینوسی به‌طور فعال به تعداد زیادی از جوامع تحقیقاتی و کمیته‌های حاضر در انستیتو پاستور کمک کرده‌است که این امر شامل دیگر سازمان‌های ایدز نظیر آژانس ملی تحقیقات ایدز در فرانسه می‌شود. وی در سطح بین‌المللی نیز بسیار مطرح است بطوری که به عنوان مشاور با سازمان جهانی بهداشت (WHO) و برنامه مشترک ملل متحد در زمینه ایدز (UNAIDS-HIV) همکاری می‌کند.
در سال ۲۰۱۲ او به عنوان ریاست جامعهٔ جهانی ایدز برگزیده شد.

## جوایز
در سال ۲۰۰۸، او به همراه لوک مونتگنر موفق به دریافت جایزه نوبل برای همکاری در کشف اچ آی وی و با هارالد زور هوسن که با یکدیگر ویروسی که منجر به ابتلاء به سرطان دهانه رحم می‌شد را کشف کردند.
علاوه بر جایزه نوبل، باره سینوسی جوایزی به شرح زیر را نیز کسب کرده‌است:
- جایزه سوواک
- جایزهٔ تحقیقاتی کوربر اروپا
- جایزه آکادمی تحقیقات فرانسه
- جایزه بین‌المللی ملک فیصل
- جایزه بین‌المللی جامعهٔ ایدز